# Andy Schmid
André (Andy) Schmid (ur. 30 sierpnia 1983 w Horgen) – były szwajcarski piłkarz ręczny, występujący na pozycji środkowego rozgrywającego, w latach 2003–2024 reprezentant kraju (218 meczów i 1094 goli w seniorskiej kadrze), jedna z legend Rhein-Neckar Löwen i całej Bundesligi, w których grał w latach 2010–2022. Po zakończeniu kariery zawodniczej (w styczniu 2024 r.) został trenerem, a od lutego 2024 r. jest selekcjonerem seniorskiej reprezentacji Szwajcarii.

## Sukcesy

### klubowe
- mistrz Szwajcarii w sezonie 2007/08 i 2008/09
- brązowy medalista mistrzostw Danii w sezonie 2009/10
- zdobywca Pucharu EHF w sezonie 2012/13
- wicemistrz Niemiec w sezonie 2013/14

## Nagrody indywidualne
- MVP ligi szwajcarskiej w sezonach 2007/08 i 2008/09
- MVP ligi duńskiej w sezonie 2009/10
- MVP Bundesligi w sezonie 2013/14[2]

## Link zewnętrzny
- Profil na vvs.handball.ch. vvs.handball.ch. [zarchiwizowane z tego adresu (2018-07-09)]. (niem.)